# Stjepan Radić
Stjepan Radić (Desno Trebarjevo pokraj Siska, 11. lipnja 1871. − Zagreb, 8. kolovoza 1928.), bio je hrvatski političar, književnik, prevoditelj i publicist. Prvi je hrvatski politolog sa svjedodžbom. Jedan je od velikana hrvatske povijesti.
Umro je 1928. godine od posljedica teškog ranjavanja u Atentatu u Narodnoj skupštini 1928. godine, kada ga je zastupnik u parlamentu i četnik Puniša Račić ustrijelio za vrijeme sjednice jugoslavenskog parlamenta u Beogradu, zajedno s nekolicinom drugih hrvatskih narodnih zastupnika: takav drastičan politički atentat pokazao je dubinu podjela u tek deset godina staroj Jugoslaviji. Radićevo političko djelovanje i okolnosti njegove smrti ostavili su duboki trag u hrvatskoj političkoj kulturi.

## Uvod
Pohađao je Klasičnu gimnaziju u Zagrebu, a maturu je privatno položio u Karlovcu. Godine 1891. upisao se na Pravni fakultet u Zagrebu s kojega je isključen 1893. godine i zatvoren zbog političkog istupa protiv bana Khuen-Héderváryja. Godine 1895. ponovno je zatvoren zbog javnog spaljivanja mađarske zastave. Potom studira u Pragu i Pešti, ali je isključen s obaju sveučilišta te mu je zabranjeno daljnje studiranje na sveučilištima u Austro-Ugarskoj Monarhiji. Nakon boravka u Rusiji 1899. godine završava Višu političku školu u Parizu. Godine 1904. s bratom Antunom utemeljuje Hrvatsku pučku seljačku stranku. Na sjednici Narodnog vijeća Države SHS suprotstavio se hegemonističkom ujedinjenju s Kraljevinom Srbijom. U prosincu 1918. godine bojkotirao je rad Privremenoga narodnog predstavništva u Beogradu tražeći samoopredjeljenje hrvatskoga naroda, zbog čega je uhićen. U prosincu 1920. godine na skupštini u Zagrebu HPSS promijenio je ime u Hrvatska republikanska seljačka stranka (HRSS). U svibnju 1921. godine izabran je za predsjednika Hrvatskoga bloka koji su činili HRSS, Hrvatska zajednica, Hrvatska stranka prava i Hrvatska republikanska stranka, a čiji je cilj bila politička borba protiv unitarističko-centralističke politike Karađorđevića i osporavanje prava Ustavotvornoj skupštini da donosi ustav za Hrvatsku.
U srpnju 1923. godine otišao je u London, a zatim u Beč i Moskvu, gdje je HRSS uključio u Međunarodni seljački savez (Seljačka internacionala). Vratio se u kolovozu 1924., a u veljači 1925. godine uhićen je u zgradi Seljačkog doma. Nakon što je 25. ožujka 1925. godine Pavle Radić pročitao, u ime HRSS-a, izjavu kojom se priznaje dinastija Karađorđevića i Vidovdanski ustav, pušten je iz zatvora. Tada i HRSS mijenja ime u Hrvatska seljačka stranka (HSS). Iste godine sastavljena je Pašić-Radićeva vlada "narodnog sporazuma" u kojoj je Stjepan Radić od studenoga 1925. godine bio ministar prosvjete. U veljači 1927. godine HSS je napustio koaliciju s radikalima te prešao u oporbu prihvaćajući suradnju s Pribićevićevom Samostalnom demokratskom strankom (SDS), čime je u studenome 1927. godine osnovana Seljačko-demokratska koalicija (SDK) kao oporba beogradskom režimu. Ubrzo su radikalski zastupnici u Narodnoj skupštini počeli prijetiti ubojstvima HSS-ovim zastupnicima što je kulminiralo 20. lipnja 1928. godine kada je u beogradskoj skupštini radikal Puniša Račić ranio Ivana Pernara, Ivana Granđu i Stjepana Radića a ubio Đuru Basarička i Pavla Radića, zastupnike HSS-a. Odmah po pristizanju vijesti o atentatu na hrvatske zastupnike, u Zagrebu je došlo do spontanih prosvjeda na kojima je postavljen zahtjev za uspostavom republike. Posljednji politički čin Stjepana Radića bio je 27. srpnja, kojim je zahtijevao raspuštanje Narodne skupštine, nove izbore i reviziju Vidovdanskoga ustava. Umro je od posljedica rana zadobivenih u atentatu. Objavio je više knjiga, dnevničkih zapisa i članaka političke, gospodarske, književne i povijesne problematike.
Za života je postao jednom od najuglednijih i najpopularnijih osoba hrvatske političke scene u prva tri desetljeća 20. stoljeća, čemu su uvelike pridonijele njegova komunikativnost i govornička vještina, dosljedno zastupanje hrvatskih nacionalnih interesa te napredne, nerijetko idealističke zamisli. Zbog privrženosti hrvatskom seljaštvu, iz redova kojega je i sam potekao, nailazio je na gotovo jednodušnu potporu naroda u svim hrvatskim krajevima. U borbi za svoje ciljeve suočavao se s političkim progonima, pritiscima, maltretiranjima i zatvorskim kaznama. Upravo zbog beskompromisna stajališta u provođenju demokratskih i republikanskih zamisli, život mu je okončan nasilnim putem u doba kada je širenje totalitarističkih ideja zahvatilo velik dio Europe, kao i Kraljevinu Jugoslaviju.

## Rana mladost i školovanje
Stjepan Radić rodio se u selu Desno Trebarjevo pokraj Siska 1871. godine, kao deveto od jedanaestero djece, u obitelji siromašnoga seljaka Imbre i Ane (Jane, rođene Posilović). Od rođenja je patio od prevelike kratkovidnosti koja se s godinama pogoršavala te je u kasnijim godinama života bio gotovo slijep. Prvi puta bio je uhićen početkom svibnja 1889. godine u Zagrebu i to zato što je na izvedbi opere Nikola Šubić Zrinski u kazalištu stojeći u parteru, dva put uzviknuo:"Slava Zrinjskomu, dolje tiranin Héderváry". Nakon toga u dvorani je zavladala tišina a jedan redar Radiću je pokušao zatvoriti usta. Redarstveno je kažnjen s tri dana zatvora a njegov boravak u zatvoru nije imao posljedica na njegovo školovanje i bilo mu je dozvoljeno nastaviti školovanje te završava šesti razred gimnazije. Tijekom školskih ljetnih praznika mladi Radić odlazi u Rusiju, po povratku je stavljen pod policijsku prismotru "kao ruski vojni špijun" a početkom nove školske godine isključen je iz škole kao "politički sumnjiv". U travnju 1890. godine ponovno je uhićen i odveden na promatranje u bolnicu Milosrdne braće gdje je zadržan nekoliko dana te "pod oružničkom pratnjom" otpraćen u svoje rodno Trebarjevo Desno, no ni tu nije bio pošteđen uhićenja i kažnjavanja pošto je jednom prigodom intervenirao kod jednog noćnog oružničkog uredovanja te je bio kažnjen od kotarskog predstojnika s osam dana zatvora. Nakon skoro godine dana provedenih u rodnome selu, u jesen 1890. godine, vraća se u Zagreb i priprema za ispit zrelosti. Godine 1891. upisuje se na zagrebački Pravni fakultet, ali je isključen 1893. godine zbog javnog napada na bana Khuena i osuđen na četiri mjeseca strogoga zatvora. Bilo je to u Sisku prigodom obilježavanja 300. godišnjice pobjede hrvatskoga bana Tome Bakača nad Turcima kada je u svom istupu progovorio protiv bana Khuena što je okarakterizirano kao verbalni napad na bana i njegovo političko djelovanje. Nakon što je mađaron Gjuro Fabac nazdravio caru i kralju Franji Josipu I. i banu Khuenu, Radić je uzviknuo: "Pereat ↓1 magjarski husar... ja mislim, da mi slavimo 300. godišnjicu pobjede hrvatskoga bana, a ne slavimo pašovanje magjarskog husara...", te je nakon toga nastala u dvorani galama, a neki su od uzvanika Radiću dobacivali da je balavac nastojeći ga prekinuti u njegovu govoru i tražeći neka se pozove stražar na što je Radić odgovorio "da sam najmanje balavac zato što nedopuštam, da se nazdravi čovjeku, koji već 10 godina tlači Hrvatsku". Zbog tih je riječi optužen u Petrinji pred Sudbenim stolom, 16. kolovoza 1893. godine. Nema podataka koliko je dugo bio u pritvoru, a nakon toga otišao je u Prag gdje nastavlja studij.
U pismu, od 21. rujna 1893. godine, bratu Ivanu iz Praga piše:
»(...) Marljivo učim i sve više valjanih i novih stvari čujem i vidim, kao što sve više valjanih ljudi upoznajem. (...) Ja sam posvema sretan i ovako, jer se po mogućnosti pripravljam da danas sutra uz pomoć pravednoga i vječnoga Boga i iskrenih i vjernih prijatelja ujedinim i oslobodim Hrvatsku, našu od boga nam danu domovinu, (...)«
U Pragu je bio do početka sudskoga procesa, a 13. listopada 1893. godine održana je glavna rasprava. Kaznu je izdržao u punom trajanju. Krajem 1894. godine upoznaje, na jednom izletu, svoju buduću suprugu Mariju Dvořák, Čehinju, maturanticu učiteljske škole s kojom se vjenčao u Pragu 1898. godine a imali su četvero djece, Milicu (1899. – 1946.), Miroslavu (Miru) (1901. – 1988.), Vladimira (Vlatka) (1906. – 1970.) i Branislava (Branimira, Branka) (1912. – 1983.).
Zbog isključena sa zagrebačkoga Pravnog fakulteta nastavlja studij na praškom sveučilištu. No, uskoro je isključen i s praškog sveučilišta, a odmah zatim i s peštanskoga te mu je daljni studij onemogućen na čitavom području Austro-Ugarske Monarhije.

## Politička djelatnost u Austro-Ugarskoj i studij
Početci Radićeve političke djelatnosti vezani su upravo uz borbu protiv mađarizacije.
Godine 1895. ponovno je osuđen, ovoga puta na šest mjeseci zatvora. Razlog je bio spaljivanje mađarske zastave prigodom posjeta cara i kralja Franje Josipa I. Zagrebu u listopadu 1895. godine. Godine 1895. studenti sa sveučilišta među kojima je bio i Stjepan Radić najjasnije su iskazali izraz svog nezadovoljstva. Oni su na Trgu bana Josipa Jelačića, 16. listopada 1895. godine, spalili mađarsku zastavu. Jedan sat nakon toga počela su uhićenja. Studenti su bili izbačeni sa Sveučilišta, a sud ih je osudio na višemjesečne kazne. Radić je bio drugooptuženi, a prvooptuženi bio je Vladimir Vidrić, kasniji čuveni hrvatski pjesnik. Na nagovor Stjepana Radića, nakon izlaska iz zatvora nastavili su studirati u Pragu i Beču.
Godine 1896. opet putuje u Rusiju, gdje se zadržao oko pet mjeseci. U razdoblju između 1897. do 1899. godine studirao je, s prijekidima, na Slobodnoj školi političkih znanosti (École libre des sciences politiques) u Parizu. U Pariz je pošao koncem siječnja 1897. godine ali se ne upisuje na Političku školu sve do jeseni iste godine pošto nije ima dovoljno za školarinu (jedan semestar iznosio je 180 franaka a Radić je u Pariz došao s 57 franaka). Jedno vrijeme, praznike 1897., provodi u Švicarskoj usavršavajući francuski jezik te proučavajući tamošnje političke prilike. Prvu godinu svršio je 1898. godine s osnovnim predmetima diplomatske povijesti, komparativnog civilnog prava, etnografije i financija. Po drugi puta u Pariz otišao je početkom veljače 1899. godine i, živjeći sa suprugom u oskudici, u pet mjeseci završava akademsko školovanje i uz to napisavši raspravu, za diplomu, Savremena Hrvatska i južni Slaveni (La Croate actuelle et les Slaves du Sud). Danju je bio na predavanjima a na večer do kasno u noć diktirao je tu raspravu francuski svojoj ženi Mariji. Studij je završio kao drugi u generaciji i za nagradu dobio je od škole cijelu biblioteku od 60 knjiga iz oblasti politologije. Zatim živi neko vrijeme u Pragu, surađujući s češkim listovima, a kada ga je policija protjerala iz Praga, odlazi u Zemun, u ljeto 1900. godine, za balkanskoga dopisnika čeških, francuskih i ruskih listova. Tu uspostavlja veze s uglednim srpskim političarima i tiska članke u Srpskom književnom glasniku. Dok je bio u Zemunu jednom prigodom prosvjedovao je protiv poslovanja željeznica na mađarskome jeziku. 27. listopada 1901. godine bio je putovao u vlaku iz Zemuna za Staru Pazovu, kondukter ga je na mađarskome upitao za kartu a Radić ju nije htio pružiti na uvid ako ga ovaj ne upita na hrvatskome jeziku. Došlo je do prepirke i Radić je nasilno izbačen iz vlaka. U 1901. godini je u Zemunu pokrenuo i uređivao tjednik Živa Domovina. Redarstvo je htjelo izbaciti Radića iz Zemuna, ali ga je branio odvjetnik i saborski zastupnik Aleksandar Badaj. Od 1902. godine živi u Zagrebu i radi kao tajnik Hrvatske ujedinjene oporbe.
Iste godine objavljuje knjigu Hrvati i Srbi, u kojoj govori o međusobnim odnosima Hrvata i Srba, osuđujući u njoj njihove partikularističke megalomanije.
Između ostalog u knjizi je napisao i ove retke: Tim sramotnim pojavam izvor je baš u tome, što se misli, da se borba ima voditi do istrage (uništenja) vaše ili naše, a sve, gle, oko nas svjedoči, da se ta borba vodi do istrage vaše i naše... Zdrav razum svakog našeg seljanina, kojega još ne otrovasmo svojom "politikom" sudit će o ovoj borbi "do istrage vaše ili naše" kao o najstrašnijem zločinstvu, kao o pravom narodnom izdajstvu ... danas samo kretenski um ili zločinačka duša može propovijedati srednjovječnu razornu plemensku mržnju ... treba što prije pokazati, da ipak nismo tako besvijesna masa, da bi se u nas do vijeke mogao štrcati tuđinski otrov razdora i mržnje, da već jednom hoćemo i možemo biti narod bilo to s dva, pa i više ravnopravnih imena.

Od 1902. godine pa sve do 1906. godine, glavni je urednik mjesečnika Hrvatska misao. S bratom Antunom, Benjaminom Šuperinom, Svetimirom Korporićem, Milanom Krištofom i Ivanom Gmajnerom krajem 1904. godine osniva političku stranku, HPSS (Hrvatska pučka seljačka stranka). Pri organiziranju Seljačke stranke Radić je zapisao da se ima boriti:
»samo ustavnim sredstvima, dotično, ako ustavnih sredstava nema, samo pisanom i živom riječi, riječju muževnom i odvažnom, do potrebe i bez obzira na posljedice. Borit se valja i činom, i to plugom i motikom, udruživanjem i javnim sastajenjem, skupnim peticijama i prosvjedima, ali nikada pod nikoju izliku i u nijednu svrhu kakvim mu drago materijalnim oružjem, bio to kamen ili bomba, batina ili puška, kolac ili sjekira.«
Iste godine Radić se kandidirao u petrinjskom izbornom kotaru no nije pobijedio zbog toga što je visok imovinski cenz isključio najveći dio seljaka s izbora. Godine 1905. na prvoj glavnoj godišnjoj skupštini HPSS-a u Zagrebu, Stjepan Radić jednoglasno izabran je za predsjednika stranke. Na izborima za Hrvatski državni sabor 1906. godine HPSS doživljava neuspjeh ali već 1911. godine dobiva osam mandata. U Hrvatski državni sabor prvi puta Radić je izabran 1908. godine u izbornom kotaru Ludbreg iako je tada bio u zatvoru a 1910. godine ponovno je izabran u Ludbregu. Godine 1912. u doba Cuvajeva komesarijata ponovno je u zatvoru.

## Narodno vijeće, Država SHS i Kraljevstvo SHS
Na osnivačkom sastanku Narodnoga vijeća Slovenaca, Hrvata i Srba u Zagrebu, 5. listopada 1918. godine, pristupanje je najavila i HPSS, a kasnije je Stjepan Radić postao članom Središnjega odbora Narodnoga vijeća SHS. Osjećajući bilo hrvatskoga seljaka Radić sve češće inzistra da se očuva hrvatska država te u to vrijeme piše u Domu:
»Bila bi, dakle prava sablazan da se u doba kad se Slovenija na naše oči državno stvara, a Bosna državno obnavlja i sve to u jugoslavenskom okviru i na temelju jugoslavenskog narodnog jedinstva, da se sad, tobože, zbog tog okvira i tobože zbog tog jedinstva, naša hrvatska država ruši. Nju bi mogao i smio rušiti samo hrvatski narod kad bi mu Bog pomutio pamet, ali je hrvatski narod pri zdravoj pameti i upravo zato hoće danas više nego ikada da ima svoju hrvatsku državu i da na svom državnom teritoriju - koji je ujedno i naše narodno područje - vrši potpuno i bezuvjetno pravo svoga narodnog samoodređenja.«

### Govor na sjednici Središnjeg odbora Narodnog vijeća
U Narodnom vijeću sve više preovladavalo je stajalište kako ujedinjenje Države SHS sa Srbijom i Crnom Gorom treba izvršiti što prije i to na unitarističkoj osnovi a bez ikakvih utanačenja o položaju pojedinih povijesnih zemalja koje bi stupile u zajedničku državu te je Radić na sjednici Središnjega odbora Narodnoga vijeća od 23. studenoga 1918. godine podnio prijedlog da se zajednička država uredi kao savezna država u kojoj bi vrhovnu vlast imala tri regenta, srpski prijestolonasljednik, hrvatski ban i predsjednik slovenskog Narodnog sveta.

Sljedećega dana, 24. studenoga 1918. godine, na još jednoj sjednici Središnjega odbora Narodnoga vijeća SHS drži govor i suprotstavlja se centralističko-hegemonističkom načinu ujedinjenja južnoslavenskih zemalja. Radić tada izriče proročansku opomenu:
»...upozoravam, da se ljuto varate, ako mislite, da se ovako samovoljno može prijeći preko tisuću i više godina hrvatske povijesti i hrvatske državnosti... Mi Hrvati za to nismo. Naš hrvatski seljak - a to je devet desetina hrvatskoga naroda - u ratu postao je potpun čovjek, a to znači, da ne će više nikome služiti, nikome robovati, ni tuđinu ni bratu, ni tuđoj ni svojoj državi, nego hoće da se u veliko ovo doba ta država uredi na slobodnom republikanskom i na pravednom čovječanskom (socijalnom) temelju...«

U tom svom poznatom govoru tada izgovara i:
»Gospodo! Još nije prekasno! Ne srljajte kao guske u maglu.«

Zatim upozorava prisutne: 
»Nemojte tako postupati da se bude moralo danas-sutra kazati, da ste i vi Slovenci i vi Srbi Vojvođani i Bosanci, i vi naši Hrvati Dalmatinci, a nadasve vi naši domaći hrvatski Srbi, da ste se svi skupili danas ovamo samo zato da izvršite jedno urotničko djelo protiv naroda, napose protiv Hrvatske i protiv Hrvata.«

Na kraju završavajući:
»Najstrašnija je stvar, najveći je grijeh i najveća politička pogreška stavljati svoj rođeni narod pred gotove činjenice, to jest voditi politiku po svojoj gospodarskoj voljici bez naroda i proti narodu. Ako to ne vjerujete, dao vam Bog svima proživjeti toliko - to ne će biti dugo - da vidite, kako će hrvatski narod u svojoj republikanskoj i čovječanskoj svijesti vas odpuhnuti baš u času, kad ćete misliti, da se je narod smirio, a vi da ste ga dobro zajašili. Živjela republika! Živjela Hrvatska!«
Bio je izabran u delegaciju od 28 članova koja je išla u Beograd na proglašenje ujedinjenja ali glavna skupština HPSS-a, koja je održana 25. studenoga 1918. godine, zaključila je kako on neće ići u Beograd. Komentirajući tu odluku rekao je: "Ma što se dogodilo, nemojte zamrziti Srbijance. Našu sestru Srbiju proglašavaju za našu mater. Naša mati je samo sveta naša domovina." Sutradan, 26. studenoga 1918. godine, Središnji odbor Narodnoga vijeća isključio ga je, no ne i njegovu stranku HPSS, iz Vijeća "zbog njegovih napadaja i kleveta" na toj glavnoj skupštini stranke gdje je on "našu gospodu" koja vode politiku nazvao "zanešenjaci", "tašti", "siloviti", "sebičnjaci", a potkraj studenoga otputovao je u Prag gdje ostaje do 10. prosinca 1918.
Krajem 1918. godine već je otvoreno isticao svoj republikanizam a 1919. godine saziva izvanrednu glavnu skupštinu HPSS-a s koje su upućene javne optužbe režimu te Središnji odbor HPSS zahtijeva hrvatsku neutralnu seljačku republiku i odlučuje se taj zahtjev uputiti američkom predsjedniku Woodrowu Wilsonu.

## Djelatnost u jugoslavenskoj monarhiji
I u novoj državi Radić je podvrgnut strogome nadzoru upravnih organa vlasti, žandarmerije, policije i vojske te je proganjan, kažnjavan, suđen i zatvaran. U veljači 1919. godine obraća se Mirovnoj konferenciji u Parizu Memorandumom u kome zahtijeva za hrvatski narod pravo na samodređenje i izražava želju da Hrvatska svojom slobodnom voljom stupi u ravnopravnu federativnu zajednicu sa Srbijom i Crnom Gorom.[Ima li gdje cijeli tekst tog memoranduma?]
»A u Memorandumu Mirovnoj konferenciji stoji: »Mi svi potpisani i potkrižani hrvatski državljani i državljanke iznad 18 godina izjavljujemo na temelju međunarodno priznatoga prava samoodređenja naroda, da smo po svojoj duši i pameti za neutralnu hrvatsku seljačku republiku, te za hrvatski tisućljetni državni narod. Zahtijevamo saziv posebne hrvatske konstituante, i to bezuvjetno prije nego što mirovni kongres u Parizu stvori konačnu odluku o sudbini hrvatskoga naroda. Ovlašćujemo glavni odbor Hrvatske pučke seljačke stranke i predsjednika HPSS g. Stjepana Radića, da ovaj naš zahtjev iznese pred mirovni kongres u Parizu.««
Od ožujka 1919. do studenoga 1920. godine ponovno je u zatvoru ili pod istragom. Prvi puta u novoj državi Stjepan Radić bio je uhićen 25. ožujka 1919. godine i to po izravnom nalogu iz Beograda (a Marija Radić i njihova kći Mira također bile su, tijekom rujna, uhićene i zadržane u zatvoru petnaestak dana kako bi se vršio pritisak na Radića). Tada su uhićeni i prvaci Hrvatske stranke prava dr. Josip Pazman i dr. Vladimir Prebeg te bivši narodni zastupnik Dragutin Hrvoj a uz obrazloženje tih uhićenja navedeno je: "Uapšenje je uslijedilo radi njihova djelovanja u inozemstvu, kojim se silno otešćava položaj kraljevstva SHS na mirovnoj konferenciji i teško ugrožava interes države". Bio je to jedan od prvih poteza karađorđevićevskih vlasti u svrhu onemogućivaja oporbe u novoj državi. Radić je bio uhićen iako je kao narodni zastupnik imao imunitet nepovrjedivosti. Stjepan Radić u zatvoru je bio isprva, oko dva mjeseca, u samici te je trpio često razna maltretiranja i zlostavljanja ↓2. Marija Radić uputila je početkom siječnja 1920. godine molbu banu Tomljenoviću tražeći puštanje svoga muža iz zatvora ali nije dobila nikakav odgovor onda je  26. veljače uputila još jednu molbu novome hrvatskome banu Matku Laginji opisavši Radićev položaj u zatvoru i tražeći neka se bar to promijeni. Radić je u pritvoru ostao najduže od svih uhićenika i pušten je 27. veljače na intervenciju novoga hrvatskog bana Matka Laginje a protivno volji regenta Aleksandra Karađorđevića, beogradske vlade i Svetozara Pribićevića. Godine 1920. njegova stranka mijenja naziv u HRSS (Hrvatska republikanska seljačka stranka). Dvadesetih godina Radić i njegova stranka bili su u oštroj oporbi režimu.

### Pokušaj atentata na Radića u Sisku
Održavajući skupštinu svoje Stranke u Sisku 21. ožujka 1920. godine dogodio se pokušaj atentata na Stjepana Radića. Na tu su skupštinu došli i članovi sisačke organizacije Demokratske stranke, ometali i prekidali njezin rad dobacujući Radiću da je izdajica i talijanski plaćenik. Tom je prigodom Petar Teslić opalio nekoliko hitaca u zrak i prema tribini na kojoj je Radić govorio. Skupštinu je raspustio ovlašteni izaslanik vlasti Gjuro Besch te je nova skupština održana istoga dana u Galdovu. Nakon skupštine nije, zbog pokušaja atentata, zatvoren Teslić već Radić zbog svog govora. 8. srpnja 1920. godine kog Sudbenog Stola u Zagrebu započela je bila rasprava protiv Radića a bio je optužen od državnog odvjetništva "radi zločinstva protivu otečestva". Nakon čitanja optužnice Radić je u svome osmosatnome govoru, izrečenom sa stankama za odmor u dopodnevnim i popodnevnim satima, na početku istaknuo i to:
»(...) da se ne osjeća krivim i da se neće braniti, nego da će pokazati svoju političku djelatnost i pokazati da optužnica ne uvažava promjene u političkim odnosima i shvaćanjima, nego je "dijete magjarske sudbene političke persekucije (progonstva) i srbskoga krivičnog zakona" i po tome je "očit dokaz... balkanizacije". Ona se mogla dogoditi zato što u Kraljevstvu SHS "nema narod nikakva prava" i što u toj državi "svaki policajni činovnik može narodnog zastupnika prijaviti, da je govorio protiv otečestva i Vladara, proglasiti ga huškačem i dati zatvoriti. U toj državi nema danas nikakva prava niti narodni izabranik, ako je odlučni protivnik centralističke kraljevske vlade u Beogradu. To je država strahote".(Citat iz "Slobodnog doma", 15 srpnja 1920.)«
Dne 4. kolovoza, 1920. godine, Stjepan Radić biva osuđen na 2 godine i 6 mjeseci tamnice. Kazna mu je pooštrena i dodatkom: u dvije i pol godine morao bi postiti i biti u samici na dan 1. prosinca zato što se protivio načinu ujedinjenja u Kraljevstvo SHS.

### Izbori za Konstituantu 1920., put u inozemstvo i ulazak u Vladu 1925.
Amnestiran je 27. studenoga 1920. godine a pušten, sutradan, 28. studenoga, na sam dan izbora za Konstituantu. HRSS na izborima dobiva 230.590 glasova odnosno 50 zastupničkih mjesta i tako postaje najveća hrvatska politička stranka. U srpnju 1923. godine Radić putuje u London, Beč te zatim u Moskvu, gdje svoju stranku učlanjuje u Seljačku internacionalu. Zbog toga je stranka proglašena komunističkom i po povratku u Zagrebu u siječnju 1925. godine Radić je uhićen i predan sudu. Pušten je tek nakon što je njegova stranka (27. ožujka 1925. godine) dala izjavu u beogradskoj Narodnoj skupštini da priznaje monarhiju, centralistički Vidovdanski ustav, postojeći državni poredak i nakon što je HRSS promijenila ime u HSS (Hrvatska seljačka stranka). Već u studenome (zbog nove orijentacije) Radić ulazi u desetu vladu premijera Nikole Pašića kao ministar prosvjete.

### Ponovno u oporbi
U veljači 1927. godine Radić je ponovno u oporbi i sklapa koaliciju sa Samostalnom demokratskom strankom (SDS) koju je vodio Svetozar Pribićević a 10. studenoga 1927. godine nastaje Seljačko-demokratska koalicija (SDK). Glavni ciljevi koalicije bili su: reorganizacija jugoslavenskoga političkog života, okončanje neparlamentarnih postupaka i borba protiv velikosrpske hegemonije. Na čelu SDK bila su dva predsjednika, Stjepan Radić i Svetozar Pribićević. Godinu dana kasnije, u veljači 1928. godine, otvorena je kriza vlade nakon ostavke Velje Vukičevića ali mu je kralj povjerio mandat i za sastav nove vlade. Vukičević je potom ponudio Radiću ulazak predstavnika HSS-a u vladu ali bez Pribićevićevih samostalnih demokrata što je Radić odbio a onda je Vukičević vratio mandat. Nakon Vukičevićeva neuspijeha u formiranju vlade kralj je mandat povjerio Radiću sa zadatkom formiranja šire koncentracijske vlade nakon čega se Radić odmah prihvatio konzultacija sa šefovima pojedinih parlamentarnih skupina. Radić se obratio i radikalskome zastupničkom klubu koji je objavio priopćenje kako su oni spremni ući u vladu samo pod uvjetom da predsjednik vlade bude radikal s obzirom na činjenicu da Radikalna stranka ima najviše zastupnjika u skupštini. Radić je potom poslao odgovor u kojemu dovodi u pitanje punovažnost odluka radikalskoga kluba, jer da je sjednici prisustvovalo samo 37 zastupnika te je zahtijevao od Vukičevića sazivanje kluba u punome sastavu, no, Vukičević je to odbio te je Radić na to, zbog držanja radikala, vratio mandat. ↓3

### Atentat u beogradskoj skupštini
Tijekom 1928. godine Radiću se sve više počinje prijetiti smrću a prijeti se i njegovim suradnicima te čelniku Samostalne demokratske stranke Svetozaru Pribićeviću. U beogradskome režimskom tisku objavljuju se prijetnje smrću (npr. u Jedinstvu, bliskom predsjedniku vlade Velji Vukičeviću, nekoliko puta) uz obrazloženje kako oni rade protiv temelja države. Politika je objavila uvodni članak na kraju kojega je pisalo kako bi se lako mogao naći građanin spreman na sređivanje računa s Radićem, ako to država ne uradi, a Samouprava, koji je bio glavni organ najjače srpske političke stranke, u nekoliko je navrata pisao u istom smislu. Pojedini radikalski zastupnici u to su vrijeme, tijekom zasjedanja u Narodnoj skupštini, također prijetili smrću Radiću, Pribićeviću i njihovim suradnicima no ni čelništvo Narodne skupštine a ni drugi faktori nisu poduzeli ništa da bi ispitali ili spriječili te prijetnje i ozbiljnost izraženih namjera. Dne 20. lipnja 1928. godine, revolverskim hicima, dvorski agent, zastupnik Radikalne stranke i četnički vođa Puniša Račić ranjava Ivana Pernara i Ivana Granđu, smrtno ranjava Stjepana Radića te usmrćuje Đuru Basarička i Pavla Radića, zastupnike HSS-a. Dr. Ivan Pernar pogođen je s dva metka. Prvi Račićev metak pogađa ga u ruku a drugi nepuni centimetar ispod srca, tri milimetra ispod žile kucavice nakon kojega pada pod klupu i tako je izbjegao treći mu namijenjen metak. Taj drugi revolverski metak Pernar je u tijelu nosio do kraja života. Ivan Granđa, seljak, zastupnik iz sela Šašinovca, sjedio je u zastupničkoj klupi pokraj Stjepana Radića i ranjen je u lijevu ruku kada je, u trenutku atentata, svojim tijelom zaštitio Stjepana Radića i tako ga spasio od neposredne smrti. Atentat na narodne zastupnike u beogradskoj skupštini u Hrvatskoj je doživljen kao napad na cijeli hrvatski narod te su uslijedili prosvjedi diljem Hrvatske, na onima u Zagrebu bilo je oko 100.000 demonstranata, a žandamerija i policija ubili su trojicu, ranili 60 i uhitili 120 prosvjednika.

### Nakon atentata, smrt i pokop
Radić je nakon atentata prebačen u beogradsku bolnicu i tu je hitno operiran. Vlada Velje Vukičevića uzdrmana je atentatom na prvake HSS-a i on podnosi ostavku svoje vlade, 4. srpnja 1928. godine, nakon čega je kralj Aleksandar I. Karađorđević povjerio mandat za sastavljanje vlade Aci Stanojeviću koji odmah traži sastanak s ranjenim Radićem ali ga je Radić odbio primiti, uputivši mu vrlo oštar odgovor i optuživši ga što je kao prvak Radikalne stranke pružio podršku Velji Vukičeviću i skupštinskoj većini odakle je potekao ubojica i njegovo organizirano društvo. Nakon toga Stanojević vratio je mandat za sastav vlade a kralj Aleksandar I. Karađorđević je, posredstvom Svetozara Pribićevića, ponudio mandat Stjepanu Radiću koji ga odbija predloživši mu raspuštanje skupštine i nove izbore koje bi provela oporba ili neutralna vlada. Po Radiću bi se u toj budućoj skupštini razmatrale ustavne promjene "prema stečenom iskustvu i narodnim i državnim potrebama". Radić je u beogradskoj bolnici ostao do 8. srpnja 1928. godine i odakle je, nakon laganoga poboljšanja zdravstvenoga stanja, prebačen u Zagreb gdje je nastavio s liječenjem. Zastupnici Seljačko-demokratske koalicije napustili su Beograd i nisu sudjelovali u radu Narodne skupštine koja se sastala 1. kolovoza 1928. godine već su se okupili u Zagrebu, u zgradi Hrvatskoga sabora, na plenarnoj sjednici kojom je predsjedao Vladko Maček a otvorio ju je Svetozar Pribićević. Tada je prihvaćena rezolucija gdje se utvrđuje cilj Seljačko-demokratske koalicije neka se legalnom borbom u parlamentu izvojuju promjene sistema u državi kako bi se ostvarila jednakost i ravnopravnost Hrvatske i svih prečanskih zemalja sa Srbijom naglašavajući kako se sustav hegemonije poslužio organiziranim zločinom u sprječavanju uspjeha zakonite borbe Seljačko-demokratske koalicije i budući u skupštini nema zastupnika Seljačko-demokratske koalicije, koji predstavljaju narod u prečanskim krajevima, u zaključcima se istaklo nepriznavanje rada skupštine i njenih odluka za prečanske zemlje te će se svi zaključci koje ta krnja Narodna skupština donese smatrati nametnutima i neobvezatnima za narode u prečanskim krajevima a osobito za hrvatski narod.
Stjepan Radić umro je od posljedica ranjavanja u svojoj kući u Hercegovačkoj cesti br. 4, ↓4 8. kolovoza 1928. godine u 20.55 sati, a njegovo tijelo položeno je na odar u Hrvatskom seljačkom domu u Zagrebu, na Zrinjevcu, gdje je bio četiri dana kako bi mu narod iskazao posljednju počast.
Pokopan je 12. kolovoza 1928. godine, u Zagrebu, u arkadama na Mirogoju. ↓5 Sprovod je krenuo oko 9.30 sati a kola s lijesom stigla su pred groblje oko 17.15 sati. Prigodom sprovoda nošeno je 1.450 vijenaca a bilo je nazočno oko 60.000 službenih izaslanika organizacija HSS-a i oko 150.000 seljaka i građana iz svih krajeva Hrvatske.

## Književno stvaralaštvo
U vremenskom razdoblju od 1893. do 1928. godine Stjepan Radić napisao je i objavio 65 brošura i knjiga među kojima su neke i od oko 400 stranica (Moderna kolonizacija i Slaveni 1904., Savremena Evropa 1905., Današnja financijalna znanost, 1906.) te oko 3.500 rasprava, članaka, zabilježenih govora i sl.
»Njegovo spisateljsko kazivanje, utemeljeno na širini i dubini spoznaja u svezi sa temom o kojoj piše, vrlo je nadahnuto. Stil mu je prenapregnut, živ, misaono dorađen, emotivno angažiran s adekvatnom literarnom impregnacijom. Takvo Radićevo kazivanje, uvijek u primjerenoj formi, zanimljivo konkretnošću i svježinom političkog meditiranja, komponirano bogatom literarnom izričajnošću, djelovalo je privlačno, dojmljivo i uvjerljivo.«
Radić je također prevodio s češkoga i francuskoga jezika objavivši četiri knjige prijevoda s francuskoga na češki i hrvatski te s češkoga na hrvatski jezik. Znao je sve slavenske jezike te francuski, njemački i engleski a također služio se s madžarskim i talijanskim jezikom. Stjepan Radić je "bio učlanjen u najstarije češko književno društvo Svatobor" te je "zbog svoje obimne spisateljske djelatnosti na češkom jeziku (1899. – 1900.)" bio smatran i "češkim književnikom".

## Djela
Nepotpun popis:
- Slovnica i čitanka češkog jezika, Zagreb, 1896.
- Rječnik (češkog jezika) za Hrvate, Zagreb, 1896.
- Současne Chorvatsko, Prag, 1900. (Radićev diplomski rad na Slobodnoj školi političkih znanosti u Parizu koji je obranio 1899. godine)[64]
- Najjača stranka u Hrvatskoj, Rijeka, 1902.
- Hrvati i Srbi: hrvatski odgovor na članak "Srpskoga Književnog Glasnika" od 1. augusta 1902. pod naslovom "Srbi i Hrvati", Zagreb, 1902.
- Slovanska politika v Habsburgske momarchii, Prag, 1902.
- Uzničke uspomene I dio, Novi Sad, 1902., Uzničke uspomene II dio, Novi Sad, 1903.
- Stjepan Radić pred mitrovačkim Sudbenim stolom, Zagreb, 1903.
- Kako ćemo iz zla u dobro. Prijateljska rieč hrvatskom seljaku, Ljubljana, 1903.
- Za jedinstvo hrvatske opozicije na narodnjačkom, demokratskom i slavenskom osnovu, Zagreb, 1903.
- Dvije studije o školstvu, Zagreb, 1903. (U Bibliografiji S.R. u Božićnici za 1929. stoji: "zaplijenjeno")[64]
- Hrvatski pokret godine 1903: politička razprava, Allegheny, 1903.
- K osnivanju Hrvatske seljačke stranke, Zagreb, 1904.
- Moderna kolonizacija i Slaveni: sa 4 zemljopisne karte / napisao Stjepan Radić., Matica hrvatska, Zagreb, 1904.
- Hrvatska pučka seljačka stranka. H.P.S.S., Zagreb, 1905.
- Kako ćemo se naučiti ruski?: praktična slovnička uputa i rječnik svih najobičnijih ruskih rieči različnih od hrvatskih: (u glavnom prema čitanci "Russkaja Rječ"), Zagreb, 1905.
- Hrvati i Madžari, Zagreb, 1905.
- Savremena Evropa: ili karakteristika evropskih država i naroda, Zagreb, 1905.
- Izbornicima i svemu narodu kotara bjelovarskoga, Zagreb, 1906.
- Jak se Čech brzo nauči Chorvatsky? Kako se Čeh brzo nauči hrvatski, Zagreb, 1906.
- Dolje Khuen II! Pod optužbu s Rakodczayem, Zagreb, 1907.
- Jakost i temelj Hrvatske, Zagreb, 1907.
- Što je i što hoće Hrvatska pučka seljačka stranka. Napisali Dr. Ante Radić i Stjepan Radić, Zagreb, 1908.
- Današnja financijalna znanost, Matica hrvatska, Zagreb, 1908.
- Gospodarstvo, prosvjeta i politika - zajedno s Josipom Predavcem i Franom Novljanom, Zagreb, 1910.
- Federalizam naše carevine i narodno oslobođenje, Zagreb 1910.
- Češki narod na početku XX stoljeća. Napisao Stjepan Radić. Nagrađeno nagradom I. grofa Draškovića za godinu 1908., Zagreb, 1910.
- Hrvatska seljačka politika prvi put u hrvatskom državnom saboru, Zagreb, 1911.
- Savremena ustavnost: temelj, načela, jamstvo, obilježje, Zagreb, 1911.
- Češka vježbenica za srednje i njima slične škole, Zagreb, 1911.
- Devet seljačkih zastupnika: izabranih po prvi put po proširenom izbornom pravu u banskoj Hrvatskoj : pogled na politički njihov rad (sa slikama), Zagreb, 1912.
- Unutrašnje ili Družtveno uredjenje češkoga naroda, Družtvene prilike u prosviećenih naroda, 1, Zagreb, 1912.
- Hrvatski politički katekizam: za svjetsku, slavensku i hrvatsku politiku, Cleveland, 1913.
- Seljačko pravo u sto pitanja i sto odgovora, Zagreb, 1913.
- Za lakši i bolji seljački život, Zagreb, 1913.
- Javna politička poruka probuđenoj seljačkoj braći: naročito u Americi i po ostaloj tuđini, Zagreb, 1913.
- Za hrvatsku državu i za hrvatski seljački narod, Zagreb 1915.
- Mir, pravica i sloboda: (četverosatni indemnitetni govor predsjednika seljačke stranke Stjepana Radića u saborskoj sjednici dne 4. kolovoza 1917)., Zagreb, 1917.
- Temelji za budućnost Hrvatske, Habsburške monarhije i ciele Evrope, Zagreb, 1917.
- Obnovljena Bugarska: od 1878. do 1913., Zagreb, 1918.
- Nauk i program: Hrvatske pučke seljačke stranke, 1919.
- Gospodska politika bez naroda i proti narodu. Govor predsjednika Hrvatske seljačke stranke nar. zastupnika Stjepana Radića na noćnoj sudbonosnoj sjednici Narodnog Vieća dne 24. studena 1918., Zagreb, 1920.
- Stjepan Radić: književnik, narodni zastupnik na Hrvatskom državnom saboru i predsjednik Hrvatske seljačke stranke pred sudom kao veleizdajnik Kraljevstva SHS, Zagreb, 1920. (Stenografski zapisnik glavne sudbene rasprave, koja se vodila pred zagrebačkim Sudbenim stolom dne 8., 9., 10., 13., 14., 16., 19. i 20. srpnja 1920. godine)[64]
- Ustav neutralne seljačke republike Hrvatske, Zagreb, 1921.
- Seljačka sviest i narodna volja: put k seljačkoj republici., Zagreb, 1923.
- Moj politički životopis, Buenos Aires, 1928.

### Posmrtno
- Uzničke uspomene, I-III, 2. izd., Zagreb, 1929. (3. izd. Zagreb, 1971.)
- Seljački nauk, (zajedno s bratom Antunom), urednici Dr. Vlatko Maček i Rudolf Herceg, Zagreb, 1936.
- Socijalno i političko učenje Stjepana Radića, Izabrao i predgovor napisao prof. Ljubomir Maštrović, Beograd, 1939.
- Sovjetska Rusija i seljačko pravo, Mračaj na Petrovoj Gori, na Kordunu, 1944.
- Stjepan Radić. Politički spisi, (priredio Zvonimir Kulundžić), Znanje, Zagreb, 1971.
- Korespondencija Stjepana Radića, sv. 1: 1885-1918., sv. 2: 1919-1928., Sveučilište u Zagrebu - Institut za hrvatsku povijest, Zagreb, 1972,-1973., (prir. Bogdan Krizman)[65]
- Praški zapisi. Autobiografska proza, s češkoga preveo Dušan Karpatsky, Znanje Zagreb, 1985.
- Ustav Stjepana Radića: državno uredjenje ili Ustav neutralne seljačke republike Hrvatske, Pretisak, Biblioteka Povijest i sadašnjost, sv. 1, Prometheum, Zagreb, 1994.
- Izabrani politički spisi, Knjižni niz Velikani hrvatske političke misli, knj. 1,  Menora, Opatija, 1995.
- Izabrani politički govori, Knjižni niz Velikani hrvatske političke misli, knj. 2, Menora,  Opatija, 1995.
- Hrvatski politički katekizam za svjetsku, slavensku i hrvatsku politiku, Knjižni niz Velikani hrvatske političke misli, knj. 3, Menora,  Opatija, 1995.
- Današnja financijalna znanost, Knjižni niz Velikani hrvatske političke misli, knj. 4, Menora, Opatija, 1995.
- Stjepan Radić. Politički spisi, govori i dokumenti: izbor, Dom i svijet, Zagreb, 1995.
- Stjepan Radić. Govori u Hrvatskom saboru 1-3, sv. 1: 1910 - 1911 - 1913., sv. 2: 1914 - 1915 - 1916., sv. 3: 1917 - 1918., Narodne novine, Dom i svijet, Zagreb, 1996.
- Današnja financijalna znanost, Biblioteka Hrvatska ekonomska misao, kolo 2, Dom i svijet [etc.], Zagreb, 2005.
- Savremena Evropa ili Karakteristika evropskih država i naroda, Biblioteka Politička publicistika, knj. 9, Pan liber, Zagreb, 2005.

### Prijevodi
- Albert Sorel: Uvahy ze současny mezinarodni politiky, (Razmišljanja iz međunarodne politike), prijevod s francuskoga na češki, Prag, 1901.
- Djevojački sviet, Izabrane pripoviesti čeških spisateljica. Prijevod s češkoga na hrvatski., Zagreb, 1902.
- Vjekoslav Jirasek: Pasoglavci ili Boj čeških graničara za seljačko pravo, Prijevod s češkoga na hrvatski., Zagreb, 1906. (2. izd. 1929.)
- Charles Seignobos i Albert Metin: Najnovija svjetska povijest. L'Histoire contemporaine. Od 1815. do 1900., prijevod s francuskoga na hrvatski., Zagreb, 1921.

## Nagrade
- 1903.: Nagrada iz zaklade Ivana N. grofa Draškovića, za djelo Moderna kolonizacija i Slaveni.[66]
- 1904.: Nagrada iz zaklade Ivana N. grofa Draškovića, za djelo Savremena Evropa: ili karakteristika evropskih država i naroda.[67]
- 1906.: Nagrada iz zaklade Ivana N. grofa Draškovića, za djelo Današnja financijalna znanost.[68]
- 1908.: Nagrada iz zaklade Ivana N. grofa Draškovića, za djelo Češki narod na početku XX. stoljeća.[69][70]

## Baština i spomen
- Prvi spomenik Stjepanu Radiću napravila je hrvatska kiparica Mila Wod (1929. u Petrinji), a to je ujedno prvi hrvatski javni spomenik djelo neke kiparice.[71] Spomenik Stjepanu Radiću otkriven je u Petrinji 1936. godine, uklonili su ga četnici nakon okupacije Petrinje u Domovinskome ratu a nakon oslobođenja grada pronađen je u okolici i vraćen na svoje prvotno mjesto.[72]
- Njegovo ime, u svrhu političke borbe, nastavila je koristiti HSS. Tijekom Drugoga svjetskog rata, njegovu političku ostavštinu prisvajali su i ustaše i komunisti, svaki za svoje ciljeve. Dvije partizanske brigade dobile su ime po njemu, Brigada "Stjepan Radić" i Brigada "Braća Radići".
- 8. kolovoza 1971. godine hrvatski sveučilištarci postavili su spomen-ploču na kući Stjepana Radića u Hercegovačkoj 131, u Zagrebu. ↓6
- Mnoge škole, ulice i trgovi u gradovima u Hrvatskoj danas nose imena po Stjepanu Radiću.
- Portret Stjepana Radića nalazi se na hrvatskoj novčanici od 200 kuna[8] a HPT je 1992. godine izdao redovitu poštansku marku s likom Stjepana Radića u seriji poštanskih maraka "Hrvatski velikani".[73]
- Tijekom Domovinskoga rata jedna hrvatska policijska postrojba iz Siska nosila je ime Sisački odred "Braća Radić" a tijekom rata u Bosni i Hercegovini 4. brigada HVO-a iz Ljubuškog nosila je Radićevo ime.
- Godine 1995. ustanovljen je Red Stjepana Radića, odlikovanje Republike Hrvatske koje se dodjeljuje hrvatskim i stranim državljanima za zasluge i stradanje u borbi za nacionalna i socijalna prava i razvitak hrvatskog naroda.[74]
- 12. srpnja 2000. godine bugarski predsjednik vlade Ivan Kostov otkrio je spomen-ploču s natpisom Na sjećanje vođi hrvatskog naroda Stjepanu Radiću, velikom poborniku bugarsko-hrvatskog prijateljstva, autoru povijesne knjige Obnovljena Bugarska (1913.) Od vječito zahvalnog bugarskog naroda, koju je postavilo Veleposlanstvo Republike Bugarske u Hrvatskoj na kući Stjepana Radića u Hercegovačkoj 131, u Zagrebu.[75]
- 12. lipnja 2015. godine Hrvatski sabor donio je Odluku o proglašenju dana 20. lipnja Danom sjećanja na Stjepana Radića i lipanjske žrtve.[76]
- 15. svibnja 2018. godine "Vijeće Grada Praga temeljem inicijative koju su još 2009. pokrenuli Hrvatsko-češko društvo iz Zagreba i predstavnik češke nacionalne manjine u Zagrebačkoj županiji Franjo Vondraček" imenovalo je po Radiću jednu ulicu u praškom predjelu Břevnov, u Gradskoj četvrti Prag 6.[77]